# Hieronim Bronikowski
Hieronim Bronikowski herbu własnego (zm. w 1701 roku) – wojski wschowski w 1701 roku, podstoli poznański w latach 1695–1698.
Był elektorem Augusta II Mocnego w 1697 roku z województwa poznańskiego, jako deputat podpisał jego pacta conventa. 